# Bengt Lundström (psykiater)
Bengt Anders Lundström, född 16 februari 1944, är en svensk psykiater.

## Biografi
Lundström utbildade sig till läkare och psykiater. Han arbetade under 1970-talet på S:t Jörgens sjukhus i Göteborg och senare på Sahlgrenska Universitetssjukhuset i Mölndal, och blev tidigt engagerad i vården av och forskning kring transsexuella. Han disputerade 1981 med en avhandling om transsexualism och har därefter publicerat flera vetenskapliga artiklar inom området. Hans publicering har (2024) enligt Scopus över 500 citeringar och ett h-index på 8.
Lundström verkade under många år för att inrätta en tjänst i psykiatri i Göteborg med inriktning mot transsexualism, och medverkade 2008 vid ingivningen av Lundströmmottagningen i Alingsås. Mottagningen är uppkallad efter Lundström, och är Västra Götalandsregionens enhet för utredning av könsidentitetsstörningar.
Lundström var under många år Socialstyrelsens expert på könsbyten samt sakkunnig i Socialstyrelsens rättsliga råd.

## Utmärkelser
- 2004 – Läkaresällskapets etiska pris för bland annat att "han på ett föredömligt och unikt sätt lyckats visa respekt för sina psykiskt sjuka patienters autonomi utan att ge avkall på sin egen professionalitet".[1]
- 2008 – Lundströmmottagningen i Alingsås, Västra Götalandsregionens utredningsenhet för transsexualism, namngiven efter Bengt Lundström.[8]